# P 16
P 16 ist eine Musikgruppe, die im Herbst 1981 in einer Garage in Kitzscher bei Borna/DDR unter dem Namen „Schulrock“ gegründet wurde. Sie machte mit ihrer frechen und respektlosen Art auf sich aufmerksam. Nach einiger Probenzeit stellten sie sich Hartmut Lorenz vor. Er arbeitete damals als DJ und organisierte Konzerte. In ihren Liedern spiegelte sich der Alltag der Jugendlichen wider, weshalb diese Schülerband bald auf Festivals, im Rundfunk und im Fernsehfunk vertreten war. Ihre Musikrichtung war im Pop angesiedelt.

## Bandgeschichte
In den Wertungssendungen von Rundfunk und Fernsehen erreichten sie gute Platzierungen. 1983 gewannen sie einen Nachwuchsband-Wettbewerb des DDR-Fernsehens, was ihnen im April jenes Jahres einen Auftritt in der Sendung rund bescherte, ihr vorgestellter Titel hieß Bubi. Sie erhielten den Förderpreis des Zentralrats der FDJ, den 3. Preis beim Neues Leben (nl) – Nachwuchspreis 1986. Stern Meißen unterstützte die Band bei vielen Unternehmungen, sei es bei technischen Fragen, Produktionen oder in der Probenarbeit.
1983 traten sie vor 2000 Leuten unter freiem Himmel auf. Sie spielten im Vorprogramm von Karussell. Texter der Band war der damals 15-jährige Neukieritzscher Schüler Andreas Hähle (* 1967), der jedoch im Sommer 1983 nach Stralsund zog und dort bald für andere junge Talente schrieb. Ab 1986 arbeitete P 16 mit dem Bornaer Liedtexter Jens Vojtech zusammen (Als wär es gerade jetzt passier, Nur an dich gedacht, Wild ist der Wind u. a.) Die Musik schrieben sie gemeinsam. Beim Nationalen Jugendfestival (Pfingsttreffen) 1984 in Ost-Berlin hatte P 16 einen Auftritt als Vorband von Berluc und Karat.
Neben ihrer Musik erlernten drei Bandmitglieder Elektriker, Michael Naß Instrumententischler, Jeanette Sakel strebte eine Ausbildung zur Musiklehrerin an.
Der Mitbegründer Jens Streifling spielte von 1996 bis 2003 als Saxophonist bei der Rockgruppe BAP. Zu BAP folgte ihm 1999 Bandkollege Michael Nass (* 1966, Keyboard). Letzterer spielt noch heute dort; nach dem Ausstieg bei P 16 im Jahre 1985 war er zunächst bei Mona Lise, später bei Stern Meißen, Gundermann & Seilschaft sowie der Veronika-Fischer-Band.
Stephan Görner spielte nach seinem Ausstieg unter anderem bei Babylon und mit Künstlern wie Inka Bause, Tanja Lasch, Ralf „Bummi“ Bursy, Dirk Michaelis und vielen internationalen Stars und mehr ! Heute findet man Stephan Görner als Toningenieur in diversen Fernseh- und Tonstudios; so zeichnete er sich unter anderem verantwortlich für Sounddesign und Mixing / Mastering von diversen Top Chart Produktionen von internationalen Class A Artists, einige CD- und Filmmusik-Produktionen als auch remastering des kompletten Back Catalog von Tangerine Dream, den Sendeton für zahllose TV-Produktionen von Veronas Welt, Nur die Liebe zählt, Big Brother (1. Staffel), Hans Meiser und Oliver Geissen, DSDS, Master Chefe Arabia, diversen internationalen Sport-Produktionen wie Formula One, Olympic Winter and Summer Games, Soccer World Cups und viele mehr. Künstler wie USHER, Nelly Furtado, U.D.O.Mohammed Abdu und viele mehr wurden von ihm als Recording Engineer of Choice begleitet. Des Weiteren ist Stephan Görner als Live- und Studiomusiker für diverse internationale Projekte unterwegs.

## Bandmitglieder
- Michael Naß (Keyboard)
- Jens Streifling (Gitarre bis 1986)
- Stephan Görner (Gitarre, Gesang ab 1986)
- Jeanette Sakel (Sängerin)
- Sven Hofrichter (E-Bass bis 1986)
- Frank Straßberger (E-Bass ab 1986)
- Sven Jaschob (Sänger, Schlagzeug)
- Thomas Bürkigt (Schlagzeug)

## Diskografie
- 1985 LP – Auf dem Wege 4  (Amiga)

### Titelauswahl
- P 16
- Sag mir, wo du bist
- Durch die Wüste
- Du sagst kein Wort
- Als wär’ es grade jetzt passiert
- Wild ist der Wind

### Noch nicht veröffentlicht
- Alles wegen dir
- Bubi, entstanden 1983 (erschienen auf der CD Die DT64-Story Vol. 6)
- Fünf wilde Tage, entstanden 1986
- Klassenfahrt
- Manchmal Nachts
- Nur an dich gedacht
- Schlaraffenland